# Filicites
Filicites var inom paleobotaniken förr en kollektiv benämning för fossila ormbunkar i allmänhet, innan man ännu bildat särskilda släktnamn även för sådana som inte tillhör nu levande släkten.